# Astério de Petra
Astério de Petra foi um convertido do arianismo e, depois, bispo de Petra.

## Vida e obras
No Concílio de Sárdica, em 343, Astério denunciou o arianismo como heresia, o que provocou o seu exílio para a Líbia Superior, no Egito sob ordens do imperador romano Constâncio II. Em 362, ele foi reinstalado como bispo de Petra por Juliano, o Apóstata. Astério então participou do Concílio de Alexandria (362), cujo objetivo era tentar resolver o cisma provocado por Melécio de Antioquia, que era muito forte em Antioquia. Ele foi escolhido como delegado para escrever para a Lúcifer de Cagliari e outros bispos em Antioquia relatando os procedimentos realizados no concílio.
Ele morreu em Petra em 365.